# Ziefen
Ziefen est une commune suisse du canton de Bâle-Campagne, située dans le district de Liestal.
Le village de Ziefen est issu de deux noyaux originellement distincts. Il s'étend le long de l'Hintere Frenke, un affluent de la rivière Ergolz. L'agglomération agricole et vinicole a connu un certain essor économique durant le XIXe siècle grâce à la passementerie.

Vue aérienne (1949)

## Monuments et curiosités
- Au sud du village se tient l'église paroissiale réformée Saint-Blaise, mentionnée dès 1302[3], mais dont l'existence remonte au IXe siècle. Le bâtiment a été plusieurs fois remanié au cours de son histoire. À l'intérieur, fragments d'un cycle de peintures murales du haut gothique remontant à 1350[4].